# 後天
後日又稱為後天，泛指明日後之一整日，是未來的一部分。

## 描述
「後日的明日」常被稱為「大後日」，而「大後日的明日」則稱為「大大後日」，如此類推；不過，在書面語上，「大大後日」、「大大大後日」……等應分別以「四日後」、「五日後」……等來表達。
「後日」原本僅指「後日的上午至下午時段」，而「後日夜晚」則概稱為「後晚」。
在中国西南地区，后天的明天也叫外天。